# Antonio Nusa
Antonio Eromonsele Nordby Nusa (17 april 2005) is een Noors voetballer die bij voorkeur als vleugelspeler speelt. Hij verruilde Club Brugge in de zomer van 2024 voor RB Leipzig. Nusa maakte in 2023 zijn debuut als international van het Noors voetbalelftal.

## Clubcarrière

### Stabæk
Op dertienjarige leeftijd verruilde Nusa Langhus IL voor Stabæk Fotball. In mei 2021 debuteerde hij in de Eliteserien tegen Rosenborg BK. In juni 2021 maakte Nusa zijn eerste competitietreffer tegen FK Bodø/Glimt. 

### Club Brugge
In de zomer van 2021 stapte hij over naar Club Brugge; hij tekende er een contract voor drie jaar. Tijdens de wedstrijd tegen Union Sint-Gillis zorgde zijn doelpunt in de blessuretijd voor een record, hij werd de jongste speler die ooit scoorde voor Club Brugge. Het grote publiek leerde de zeventienjarige snaak kennen in de Champions League 2022 tijdens de uitwedstrijd van Brugge bij Porto waar hij de eindzege vastlegde: 0-4. Dit doelpunt maakte hem de op 1 na jongste doelpuntenmaker in de Champions League, enkel Ansu Fati was jonger bij zijn eerste doelpunt.

### RB Leipzig
In de zomer van 2024 maakte hij de transfer naar RB Leipzig.

## Clubstatistieken
| Seizoen | Club        | Competitie         | Competitie | Competitie | Beker | Beker | Internationaal | Internationaal | Totaal | Totaal |
| Seizoen | Club        | Competitie         | Wed.       | Dlp.       | Wed.  | Dlp.  | Wed.           | Dlp.           | Wed.   | Dlp.   |
| ------- | ----------- | ------------------ | ---------- | ---------- | ----- | ----- | -------------- | -------------- | ------ | ------ |
| 2021    | Stabæk      | Eliteserien        | 11         | 3          | 2     | 0     | —              | —              | 13     | 3      |
| 2021/22 | Club Brugge | Jupiler Pro League | 3          | 1          | 1     | 0     | —              | —              | 4      | 1      |
| 2022/23 | Club Brugge | Jupiler Pro League | 26         | 1          | 2     | 0     | 4              | 1              | 32     | 2      |
| 2023/24 | Club Brugge | Jupiler Pro League | 30         | 3          | 3     | 0     | 13             | 1              | 46     | 4      |
| 2024/25 | Club Brugge | Jupiler Pro League | 3          | 0          | 1     | 0     | —              | —              | 4      | 0      |
| 2024/25 | RB Leipzig  | Bundesliga         | 15         | 2          | 3     | 2     | 6              | 0              | 24     | 4      |
| Totaal  | Totaal      | Totaal             | 88         | 10         | 12    | 2     | 23             | 2              | 123    | 14     |

## Erelijst
| Landskampioen België | 2x | 2021/22, 2023/24 |
| Belgische Supercup   | 1x | 2022             |